# Cornemuse
Hoewel de naam cornemuse in het Frans doedelzak betekent, wordt er in het Nederlands in het algemeen een instrument uit de kromhoorn-familie mee aangeduid. Het is, in tegenstelling tot de kromhoorn, niet gekromd maar heeft een rechte pijp, maar het heeft, net als de kromhoorn, een houten windkap rond het dubbelriet. Het is dus in zekere zin een doedelzak met een houten zak.